# البحيرات المرة
البحيرات المرة هي بحيرات مياه مالحة تقع بين الجزء الشمالي والجنوبي من قناة السويس. ومكونة من بحيرتان البحيرة المرة الكبرى والصغرى.

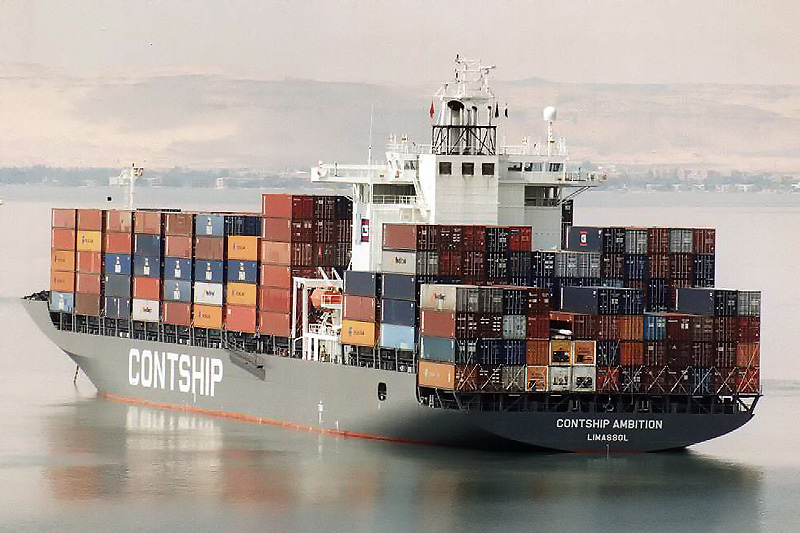
سفينة حاويات بالبحيرات المرة أثناء عبورها قناة السويس

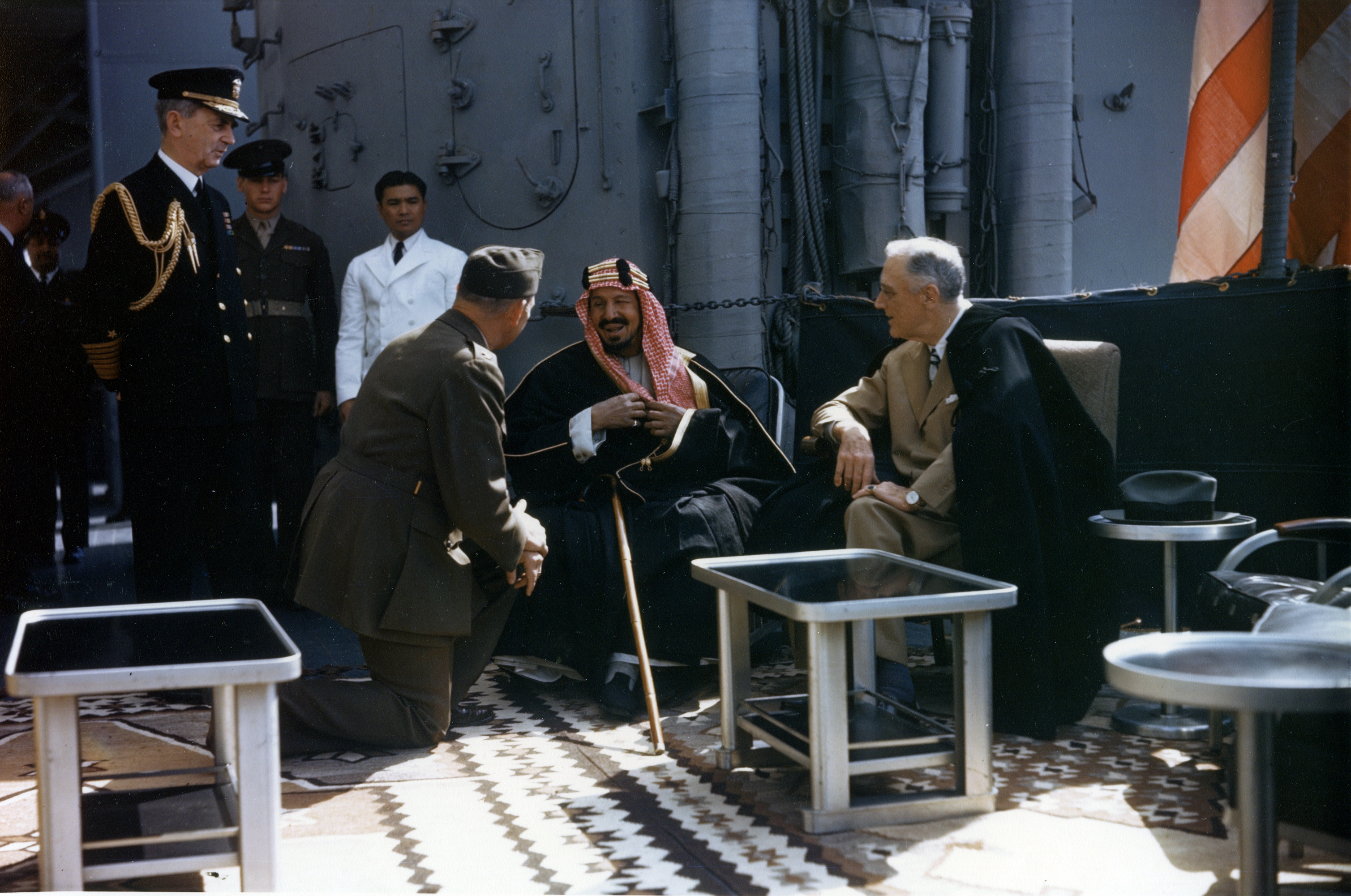
الرئيس فرانكلين روزفلت والملك عبد العزيز آل سعود والكولونيل ويليام إدي (المنحني على ركبته) والأميرال وليام ليهي (الواقف) على متن طراد كوينسي وذلك أثناء اتفاق كوينسي.

تبلغ مساحة البحيرات المرة مجتمعة حوالي 250 كيلومتر مربع. كما تمر قناة السويس شمالا ببحيرة المنزلة وبحيرة التمساح.
بما أن القناة ليس لها أبواب، فإن مياه البحر تتدفق إلى البحيرة من البحر الأبيض المتوسط والبحر الأحمر بحرية، لتحل محل المياه المفقودة نتيجة التبخر. وتمثل البحيرات حاجزا للقناة مقللة من أثر تيارات المد والجزر.
في 14شباط / فبراير 1945، بعد نقله جوا مباشرة من مؤتمر يالطا مع ونستون تشرشل وجوزيف ستالين اجتمع الرئيس الأمريكي فرانكلين روزفلت مع ملك المملكة العربية السعودية الملك عبد العزيز على متن الطراد يو إس إس كوينسي البحري في البحيرة المرة الكبرى. مترجم الرئيس الأمريكي كان كولونيل المارينز ويليام (بيل) إدي، الذي نشر المحادثات في كتابه «إف دي آر يقابل ابن سعود». (إف دي آر اختصار من الحروف الثلاثة الأولى من اسم الرئيس الأمريكي فرانكلين روزفلت).
أثناء حرب 1967، أُغلقت القناة، تاركة 14 سفينة محتجزة في البحيرة حتى عام 1975. وأصبحت هذه السفن تعرف باسم "الأسطول الأصفر"، لأن رمال الصحراء بعد فترة قصيرة غطت طوابقها. عدد من الطوابع البريدية (أو بالأحرى رسومات زخرفية، حيث لم يكن لديها أي صلاحية بريدية) تم رسمها من قبل الطاقم، وأصبح يسعى لها هواة جمع طوابع البريد.